# Christian Bertola
Pour les articles homonymes, voir Bertola.
Christian Bertola, né Raymond Louis Bertola à Paris le 29 juillet 1921 et mort le 6 mars 2004 dans la même ville, est un acteur français qui fit également un peu de télévision.

## Filmographie

### Cinéma
- 1945 : Le Bataillon du ciel d'Alexandre Esway (film tourné en deux époques) : le lieutenant de Carrizy
- 1945 : Cyrano de Bergerac de Fernand Rivers : Christian de Neuvillette
- 1948 : Ces dames aux chapeaux verts de Fernand Rivers : Jacques de Fleurville
- 1948 : La Belle Meunière de Marcel Pagnol
- 1949 : Mission à Tanger d'André Hunebelle : Henri Pelletier
- 1953 : Les Trois Mousquetaires d'André Hunebelle
- 1967 : Le Pacha de Georges Lautner : Donadieu
- 1969 : Les Choses de la vie de Claude Sautet : le chirurgien
- 1970 : Laisse aller... c'est une valse de Georges Lautner : un chasseur
- 1970 : Sapho de Georges Farrel

### Télévision
- 1956 : En votre âme et conscience, épisode : Le secret des Feynarou de Claude Barma
- 1957 : En votre âme et conscience, épisode : L'affaire Gouffé de Claude Barma
- 1959 : En votre âme et conscience : Le Drame du petit Condom de Claude Barma
- 1962 : Noix de coco de Marcel Achard, de Pierre Badel
- 1964 : L'Abonné de la ligne U de Yannick Andreï
- 1971 : Aux frontières du possible : épisode : L'homme radar de Victor Vicas
- 1972-1973 : Les Rois maudits, de Claude Barma : Raoul de Presles

## Théâtre
- 1957 : La Corniflorette d'André Ransan, mise en scène Jean-Jacques Daubin, Théâtre Apollo
- 1961 : Noix de coco de Marcel Achard, mise en scène Jean Meyer, Théâtre des Célestins
- 1963 : Le Mariage de Figaro de Beaumarchais, mise en scène André Reybaz, Festival du Marais Hôtel de Béthune-Sully
- 1982 : Reviens dormir à l'Élysée de Jean-Paul Rouland et Claude Olivier, mise en scène Michel Roux, tournée Herbert-Karsenty